# HMS Queen Mary
O HMS Queen Mary foi um cruzador de batalha operado pela Marinha Real Britânica. Sua construção começou em março de 1911 nos estaleiros da Palmers Shipbuilding and Iron Company em Jarrow e foi lançado ao mar em março do ano seguinte, sendo comissionado na frota britânica em setembro de 1913. Era armado com uma bateria principal composta por oito canhões de 343 milímetros montados em quatro torres de artilharia duplas, tinha um deslocamento carregado de mais de 32 mil toneladas e alcançava uma velocidade máxima de 28 nós (52 quilômetros por hora).
O Queen Mary lutou na Primeira Guerra Mundial como parte da Grande Frota, atuando o tempo todo no Mar do Norte. Participou logo no primeiro mês de conflito da Batalha da Angra da Heligolândia, passando os anos seguintes em várias patrulhas e buscas pela Frota de Alto-Mar alemã. Esteve presente em 31 de maio de 1916 na Batalha da Jutlândia e enfrentou a força de cruzadores de batalha alemães. Entretanto, foi afundado pelo SMS Seydlitz e SMS Derfflinger depois de um de seus depósitos de munição ter sido atingido, causando uma grande explosão interna.